# 1462
Пізнє Середньовіччя •  Відродження •  Реконкіста •  Ганза •  Ацтецький потрійний союз •  Імперія інків

## Геополітична ситуація
Османську державу очолює Мехмед II Фатіх (до 1481). Імператором Священної Римської імперії є Фрідріх III. У Франції королює Людовик XI (до 1483).
Апеннінський півострів розділений: північ належить Священній Римській імперії, середню частину займає Папська область, південь належить Неаполітанському королівству. Деякі міста півночі: Венеція, Флоренція, Генуя тощо, мають статус міст-республік.
Майже весь Піренейський півострів займають християнські Кастилія і Леон, де править Енріке IV (до 1474), Арагонське королівство на чолі з Хуаном II (до 1479) та Португалія, де королює Афонсо V (до 1481). Під владою маврів залишилися тільки землі на самому півдні.
Едуард IV є королем Англії (до 1470), королем Данії та Норвегії — Кристіан I (до 1481), Швеції — Карл VIII Кнутсон (до 1457). Королем Угорщини є Матвій Корвін (до 1490), а Богемії — Їржі з Подєбрад (до 1471). У Польщі королює, а у Великому князівстві Литовському княжить Казимир IV Ягеллончик (до 1492).
Частина руських земель перебуває під владою Золотої Орди. Галичина входить до складу Польщі. Волинь належить Великому князівству Литовському. Московське князівство очолює Іван III Васильович (до 1505).
На заході євразійських степів від Золотої Орди відокремилися Казанське ханство, Кримське ханство, Ногайська орда. У Єгипті панують мамлюки, а Мариніди — у Магрибі. У Китаї править династія Мін. Значними державами Індостану є Делійський султанат, Бахмані, Віджаянагара. В Японії триває період Муроматі.
У Долині Мехіко править Ацтецький потрійний союз на чолі з Монтесумою I (до 1469). Цивілізація майя переживає посткласичний період. В Імперії інків править Панчакутек Юпанкі.

## Події
- Московським князем став Іван III Васильович.
- Поляки здобули перемогу над Тевтонським орденом у битві поблизу Щеціно.
- Папа римський Пій II денонсував Празькі компактати й наклав інтердикт на Богемію.
- Папа Пій II заборонив руйнувати античні пам'ятники в Римі.
- Влад Цепеш зробив спробу вбити турецького султана Мехмеда II в Нічній атаці, що, попри невдачу, змусило турків відійти з Волощини.
- Угорський король Матвій Корвін заарештував Влада Цепеша. Новим господарем Волощини став Раду III Красивий.
- У Каталонії спалахнуло повстання проти короля Арагону Хуана II. Хуан II уклав угоду з французьким королем Людовиком XI, і французькі війська допомогли зняти облогу Жирони.
- Кастилія захопила у маврів Гібралтар.
- Португальці почали заселяти острови Зеленого Мису рабами з Африки.

## Народились
- 27 червня — Людовик XII Справедливий, король Франції (1498-1515).